# Tetragonia macroptera
Tetragonia macroptera là một loài thực vật có hoa trong họ Phiên hạnh. Loài này được Pax miêu tả khoa học đầu tiên.